# مها عبد الله
مها عبد الله (7 يوليو 1987 -)، مذيعة سعودية عملت في قناة العربية سابقاً ثم انتقلت إلى قناة سكاي نيوز عربية.

## عن حياتها
حاءت انطلاقتها كمذيعة في الإذاعة خلال محطة «ميكس اف ام» وقدمت خلالها برنامج نفسي أنحف وذلك بعام 2010 وحتى 2014، حيث انتقلت بعدها إلى محطة «إم بي سي اف ام» وذلك لفترة قصيرة حيث قدمت برنامج حمل اسم «966». اتجهت إلى التقديم التلفزيوني من خلال قناة العربية.

### التمثيل
خاضت تجربة التمثيل للمرة الأولى خلال البرنامج الكوميدي «هايبر لوب» الذي بث خلال شهر رمضان لعام 2019 لصالح قناة إم بي سي 1.